# Phyllonorycter cephalariae
Phyllonorycter cephalariae är en fjärilsart som först beskrevs av Lhomme 1934.  Phyllonorycter cephalariae ingår i släktet guldmalar, och familjen styltmalar.
Artens utbredningsområde är:
- Frankrike.
- Grekland.
- Kroatien.
- Serbien.

Inga underarter finns listade i Catalogue of Life.